# Олівія Ніколлз
Олівія Ніколлз (англ. Olivia Nicholls) — британська   тенісистка, що здебільшого спеціалізується на парній грі, призерка Універсіади.

## Фінали турнірів WTA

### Парний розряд: 6 (3 титули)
| Легенда          |
| ---------------- |
| Grand Slam (0–0) |
| WTA 1000 (0–1)   |
| WTA 500 (1–0)    |
| WTA 250 (2–2)    |

| За поверхнею |
| ------------ |
| Хард (2–1)   |
| Грунт (0–1)  |
| Трава (1–1)  |

| Результат | В–П | Дата     | Турнір                             | Статус   | Поверхня | Партнерка         | Супротивниці                     | Рахунок          |
| --------- | --- | -------- | ---------------------------------- | -------- | -------- | ----------------- | -------------------------------- | ---------------- |
| Поразка   | 0–1 | Бер 2022 | Lyon Open, Франція                 | WTA 250  | Хард (з) | Алісія Барнетт    | Лаура Зігемунд Віра Звонарьова   | 5–7, 1–6         |
| Перемога  | 1–1 | Сер 2022 | Championnats de Granby, Канада     | WTA 250  | Хард     | Алісія Барнет     | Гаррієт Дарт Розаліє ван дер Гук | 5–7, 6–3, [10–1] |
| Перемога  | 2–1 | Бер 2024 | ATX Open, США                      | WTA 250  | Хард     | Олівія Гадецкі    | Катаржина Кава Бібіане Схофс     | 6–2, 6–4         |
| Поразка   | 2–2 | Чер 2024 | Rosmalen Championships, Нідерланди | WTA 250  | Трава    | Тереза Мігалікова | Інгрід Ніл Bibiane Schoofs       | 6–7(6–8), 3–6    |
| Поразка   | 2–3 | Бер 2025 | Indian Wells Open                  | WTA 1000 | Тверде   | Тереза Мігалікова | Ейджа Мухаммад Демі Схюрс        | 6–2, 7–6(7–4)    |
| Перемога  | 3–3 | Чер 2025 | Berlin Tennis Open, Німеччина      | WTA 500  | Трава    | Тереза Мігалікова | Сара Еррані Жасмін Паоліні       | 4−6, 6−2, [10−6] |

## Фінали турнірів WTA Challenger

### Парний розряд: 2 (1 титул)
| Результат | В–П | Дата     | Турнір                   | Поверхня | Партнерка      | Супротивниці                    | Рахунок  |
| --------- | --- | -------- | ------------------------ | -------- | -------------- | ------------------------------- | -------- |
| Поразка   | 0–1 | Гру 2022 | Open de Limoges, Франція | Хард (з) | Алісія Барнетт | Оксана Калашнікова Марта Костюк | 5–7, 1–6 |
| Перемога  | 1–1 | Бер 2024 | Charleston Pro, США      | Хард     | Олівія Гадецкі | Сара Еррані Тереза Мігалікова   | 6–2, 6–1 |